# Blastovalva
Blastovalva är ett släkte av fjärilar. Blastovalva ingår i familjen stävmalar.
Kladogram enligt Catalogue of Life:
| Blastovalva | \| \| Blastovalva anisochroa \| \| \| \| \| \| Blastovalva haplotypa \| \| \| \| \| \| Blastovalva paltobola \| \| \| \| |
|             | \| \| Blastovalva anisochroa \| \| \| \| \| \| Blastovalva haplotypa \| \| \| \| \| \| Blastovalva paltobola \| \| \| \| |
|             | Blastovalva anisochroa                                                                                                   |
|             | |
|             | Blastovalva haplotypa |
|             | |
|             | Blastovalva paltobola |
|             | |